# 圣马丹德博维尔
圣马丹德博维尔（法語：Saint-Martin-de-Beauville，法語發音：[sɛ̃ maʁtɛ̃ də bovil]，意为“博维尔的圣马丹”）是法国洛特-加龙省的一个市镇，属于阿让区。

## 地理
圣马丹德博维尔（44°13'37"N, 0°49'5"E）面积7.54 平方千米，位于法国新阿基坦大区洛特-加龍省，该省份为法国西南部内陆省份，北起多爾多涅省，西接吉倫特省和朗德省，南至热尔省，东临塔恩-加龙省和洛特省。
与圣马丹德博维尔接壤的市镇（或旧市镇、城区）包括：科扎克、栋达、皮米罗勒、拉索沃塔德萨韦尔、泰拉克。
圣马丹德博维尔的时区为UTC+01:00、UTC+02:00（夏令时）。

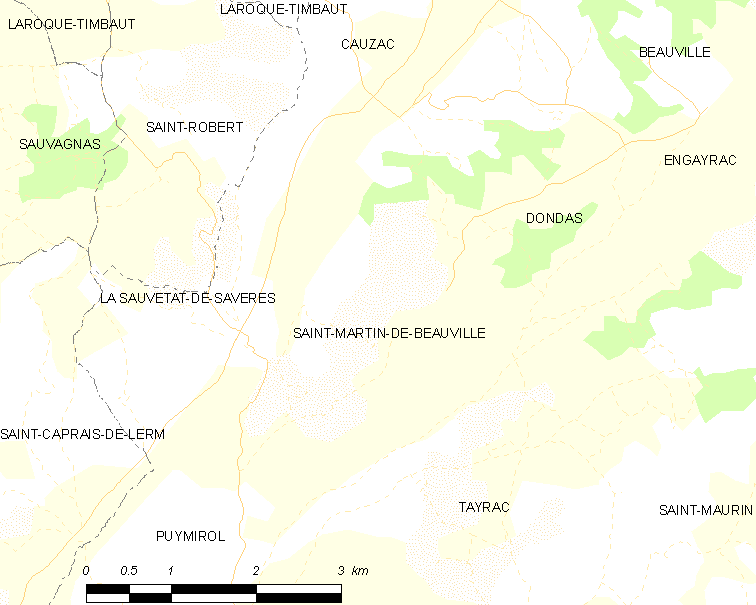
圣马丹德博维尔的OSM定位图

## 行政
圣马丹德博维尔的邮政编码为47270，INSEE市镇编码为47255。

## 政治
圣马丹德博维尔所属的省级选区为塞尔地区县。

## 人口

1962-2008年间圣马丹德博维尔人口变化图示

圣马丹德博维尔于2022年1月1日时的人口数量为156人。